# Larry Brezner
Lawrence Ira Brezner, detto Larry (New York, 23 agosto 1942 – Duarte, 5 ottobre 2015), è stato un produttore cinematografico statunitense, famoso per aver prodotto pellicole di successo come Good Morning, Vietnam, Getta la mamma dal treno e L'erba del vicino.

## Filmografia
- Getta la mamma dal treno (Throw Momma from the Train), regia di Danny DeVito (1987)
- Good Morning, Vietnam, regia di Barry Levinson (1987)
- L'erba del vicino (The 'Burbs), regia di Joe Dante (1989)
- Saluti dal caro estinto (Passed Away), regia di Charlie Peters (1992)
- The Vanishing - Scomparsa (The Vanishing), regia di George Sluizer (1993)
- Angie - Una donna tutta sola (Angie), regia di Martha Coolidge (1994)
- Ma chi me l'ha fatto fare! (Clifford), regia di Paul Flaherty (1994)
- Cercasi tribù disperatamente (Krippendorf's Tribe), regia di Todd Holland (1998)
- Freddy Got Fingered, regia di Tom Green (2001)
- Sorority Boys, regia di Wallace Wolodarsky (2002)
- Last Shot (The Last Shot), regia di Jeff Nathanson (2004)
- Il più bel gioco della mia vita (The Greatest Game Ever Played), regia di Bill Paxton (2005)
- Arturo (Arthur), regia di Jason Winer (2011)
- Poliziotto in prova (Ride Along), regia di Tim Story (2014)